# Carl Kjellberg (1866–1933)
Carl Mauritz Kjellberg, född 28 juli 1866 i Göteborg, död 13 november 1933 i Vadstena, var en svensk arkivarie. 

## Biografi
Carl Kjellberg flyttade med föräldrarna till Uppsala som barn. Han gick på grund av dålig hälsa aldrig i vanlig skola och blev student vid Uppsala universitet först vid 28 års ålder, men var då redan en lärd autodidakt. 
Han blev extra ordinarie amanuens vid Riksarkivet 1902, amanuens vid Uppsala landsarkiv 1903, filosofie licentiat (historia, statskunskap och geografi) vid Uppsala universitet 1904, och var landsarkivarie i Vadstena från 1904. Han utgav även kulturhistoriska och topografiska undersökningar, framför allt om Uppland och Östergötland.

### Familj
Han var son till perukmakare Carl Kjellberg och Clara, född Palmgren. Gift 1904 med Clara Björkman.